# Арагон
Вижте пояснителната страница за други значения на Арагон.
Арагон e автономна област в Североизточна Испания. Площта ѝ е 47 719 км², а населението 1 325 272 души (2008). Арагон е древно кралство, на чиято територия в днешно време се намират три провинции: Сарагоса, Уеска и Теруел. Най-високите върхове на Пиренеите са разположени в провинция Уеска.

## История
Арагон се създава като самостоятелна държава по време на испанската Реконквиста. През
XIV-XV век завладяват средиземноморски острови като Балеарските, Сицилия и Сардиния. През 1469 г. се обединява с Кастилия в единното Испанско кралство.